# Casoria Contemporary Art Museum
Das Casoria Contemporary Art Museum (CAM) ist ein Museum in Casoria in der italienischen Provinz Neapel.
Die Idee zum Museum wurde 2003 auf Anregung der Gemeinde Casoria und der Region Kampanien geboren, als Teil einer Aktion zur regionalen Wiederbelebung unter dem Titel Una città per l’arte. Das Museum wurde 2005 eingeweiht, unter der Regie von Antonio Manfredi, dem Präsidenten des gemeinnützigen International Contemporary Art Center. Das Museum besitzt eine Ausstellungsfläche von 3.500 m2. Diese ist hauptsächlich der Dauerausstellung einiger tausend Arbeiten internationaler Künstler gewidmet. Im April 2012 verbrannte das Museum Werke seiner Ausstellung, um gegen Sparmaßnahmen zu protestieren. Diese waren in der Folge der italienischen Staatsschuldenkrise eingeführt worden und wirken sich besonders nachteilig auf die Finanzierung von Kunst durch Privatpersonen aus.